# مرقاز

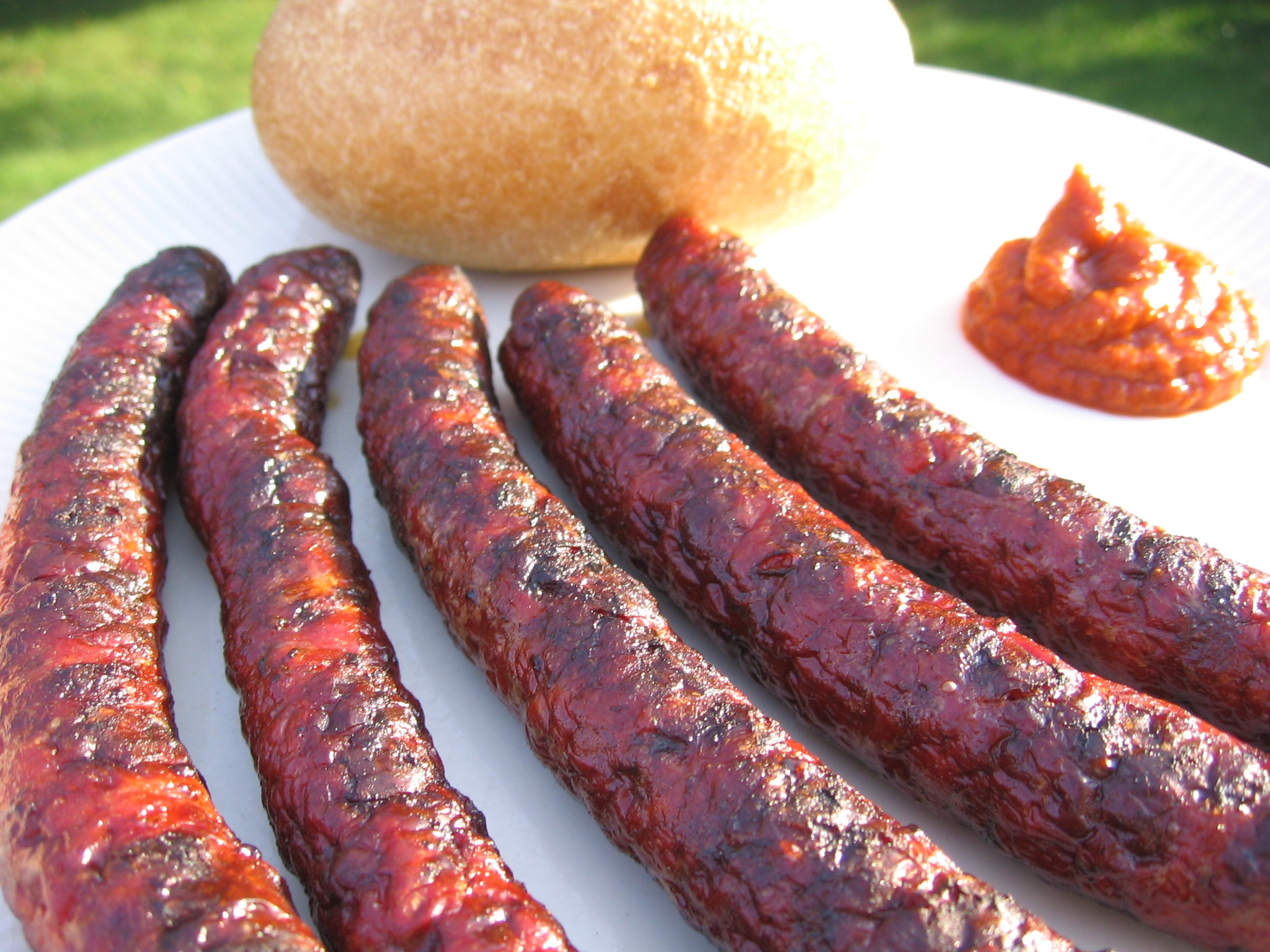
مرقاز مشوي على طبق بجانبه هريسة حارة وخبز

المرقاز هو نوع من السجق أصله جزائري يستعمل كثيراً في الطعام العادي وهو محبوب أيضاً في فرنسا وألمانيا. وسجق المرقاز مصنوع من لحم الخروف أو لحم البقر و في بعض المناطق الجزائرية بفواكه البحر متبل  المرقاز مجفف تحت الشمس  المرقاز من الأطعمة المعروفة في الجزائر ذكر في نصوص الحسبة والطبيخ والطبّ<ref>ابن زهر، كتاب الأغذية، ص107</ref> تحت مسميات متعددة، فهو مرقاس ومركاس ومرقاص.

كما كان يباع في أسواق تونس الحفصية، إذ ذكره ابن أبي دينار في وصف لعيد من أعياد أهل تونس يكون «في شهر مايو فانهم ينفقون فيه أموالا لا تحصى ويتفاخرون فيه بالأطعمة الفاخرة التي لا توصف ويكثرون من الإنفاق فيه ويجتهدون في صناعة المرقاز حتى لا يخلو منه إلا مساكن الضّعفاء»

## طريقة الإعداد
تقوم بإعداد المرقاز أسر جزائرية و تونسية عديدة ويكون ذلك غالبا بصفة موسمية أي أيام عيد الأضحى حيث تتوفر اللحوم التي تعتبر المكون الأساسي لصناعة المرقاز ولا يكون هذا اللحم هو الوحيد الذي يقبل في صناعتها إذ يبقي الخيار منوطا بالذوق فكثيرا مايعد بلحم البقر أو حتي بلحم الديك الرومي .يقع رحي اللحوم جيدا وتتبل بالبهارات والتوابل والهريسة ثم توضع داخل حلقات على شكل أصابع تصنع من أمعاء الأضحية ويمكن إضافة نوع من الصبغة الغذائية الحمراء لتحسين اللون.

## صناعيا
تتكون صناعة السجق من طحن وفرم أو تقطيع أنسجة العضلات والأعضاء الأخرى ثم خلطها مع الشحم والأملاح والتوابل ( أعشاب وتابل ) وعند اللزوم تتم إضافة مواد رابطة أو فاسحة. ويحشى خليط السجق في غلاف أنبوبي صنعي أو سليلوزي له شكل السجق المعتاد أو في غلاف طبيعي من أمعاء الغنم مع إضافة مسحوق الكعك في حالة ( سجق الكبد ) . وباع إما نيئة أو مطبوخة قليلا أو كاملة الطبخ أو سجق مدخن . إن الأنواع المختلفة من السجق لها منسوج مشترك محب للملح / والبروتين والماء يعمل على استقرار طور مبعثر ( خليط لحم خشن / حبيبات وکریات دهن، وبرتين غير ذواب وألياف ضامة وحبيبات من التوابل ). إن ثبات نظام من هذا النوع يتأثر بقيمة ال pH، والقوة الأيونية ومدى انصهار الشحوم وبمحتوى البروتين. إن درجة حرارة الطحن لها أهمية في ثبات الأنظمة المطحونة ناعمة ولها خصائص المستحلب وتعد درجة الحرارة 14 ° م مثالية وتنتج منتجات غير ثابتة عند درجة الحرارة T > 220 م .
تتكون في المستحلبات طبقة أحادية الجزيئات من غشاء البروتين حول كريات الدهن. وإن أهمية مكونات البروتين المختلفة كمكونات أغشية تتناقص بالترتيب الآتی : میوزین > أكتو میوزین > بروتين غمد الليف العضلي > اکتين. ينغمس الرأس الكاره للماء لجزيئات الميوزين دائما في كريات الدهن بينما يتفاعل الذيل مع الأكتومیوزین في الطور المستمر وإن طبقة الميوزين وحيدة الجزيئات المتكونة بهذه الطريقة يجب أن يكون سمكها حوالي nm 130. ويمكن أن توجد في الخارج طبقة من الأكتومیوزین متعدد الجزيئات التي تربط الماء وتشارك في تثبيت المستحلب بسبب خواصها من اللزوجة والمرونة والتماسك. إن درجات الحرارة المرتفعة التي تؤدي إلى عدم الثبات من المحتمل أن تسبب زيادة تفاعلات البروتين - بروتين في طبقة الأکتومیوزین التي بدورها تؤدي إلى نقص في ربط الماء وفقدان المرونة واضطراب في غشاء الميوزين.
بينما تكوين غشاء الميوزين على كريات الدهن هو المسؤول عن ثبات السجق النيئة التي لها خواص المستحلب. فإن تاثرات البروتين بروتين وتشكيل الهلام ذات أهمية في ثبات الدهن والماء في النظام في حالة السجق المطبوخة والمغلية.

## فوائد مرقاز
1. النقانق من الوجبات المفضلة لدى المراهقين والأطفال لأنها تتمتع بمذاق لذيذ وفريد ومحبب.
2. يمكن اعتبار النقانق من الوجبات السريعة سهلة التحضير.
3. تحتوي على نسبة عالية من الكربوهيدرات والبروتينات بسبب اللحمة الحمراء التي تتكون منها ، لذلك يمكن اعتبارها من الوجبات الغذائية الكاملة.[4]

## أضرار مرقاز
- إن اللحوم الحمراء الموجود في النقانق تزيد من فرص الإصابة بالسرطانات في القولون والمستقيم.
- إمكانية الإصابة بسرطان البنكرياس وهو من أخطر أنواع السرطانات الصامتة.
- تحتوي النقانق على نسبة عالية من الدهون المشبعة والأملاح التي تضر بالجسم.
- يؤدي تناول النقانق الكثير إلى احتمال الإصابة بمشاكل واضطرابات في الأمعاء.[4]

## الصور

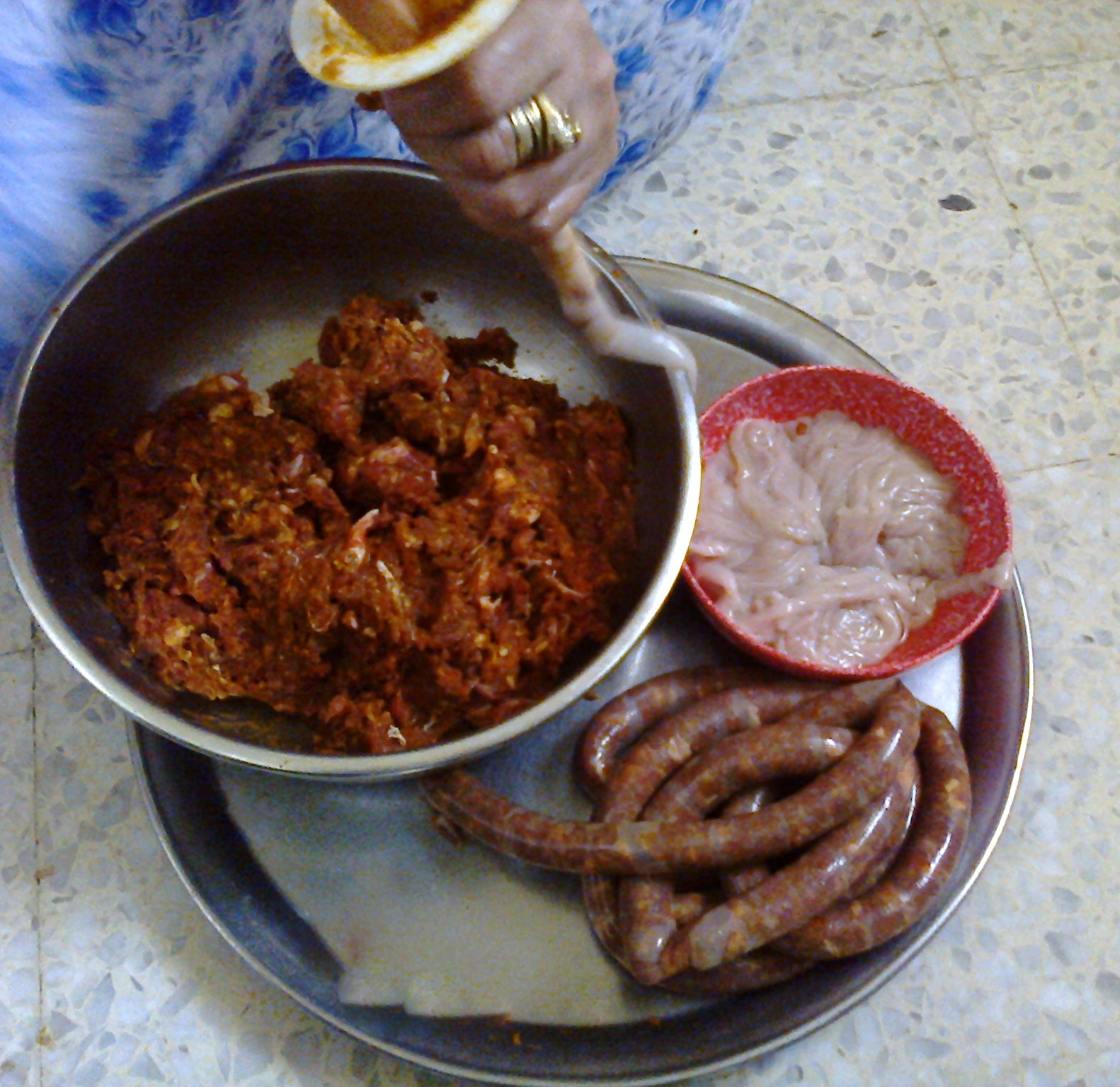
حشو المرقز
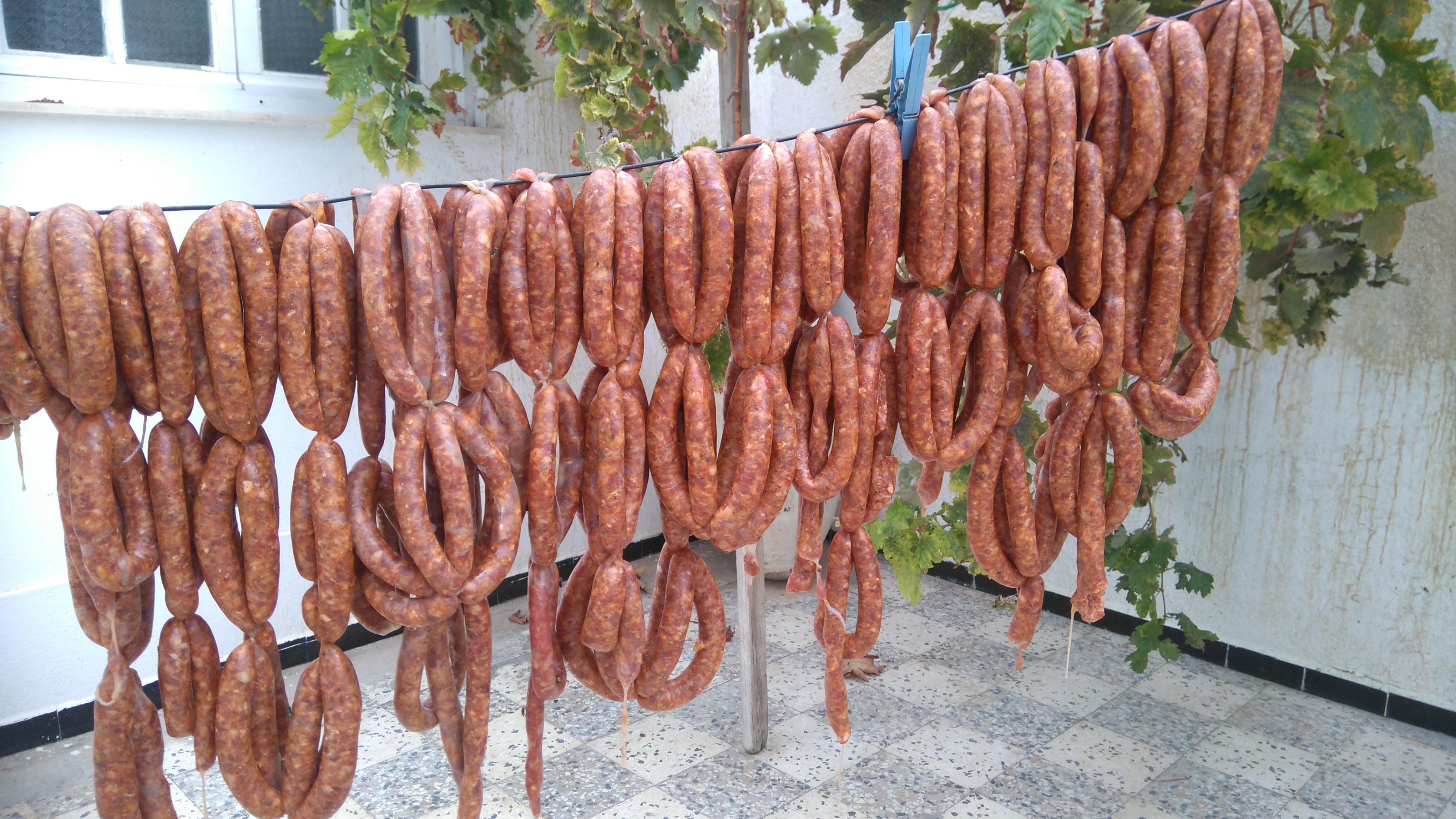
تشريق المرقز على الحبال بعد حشوه
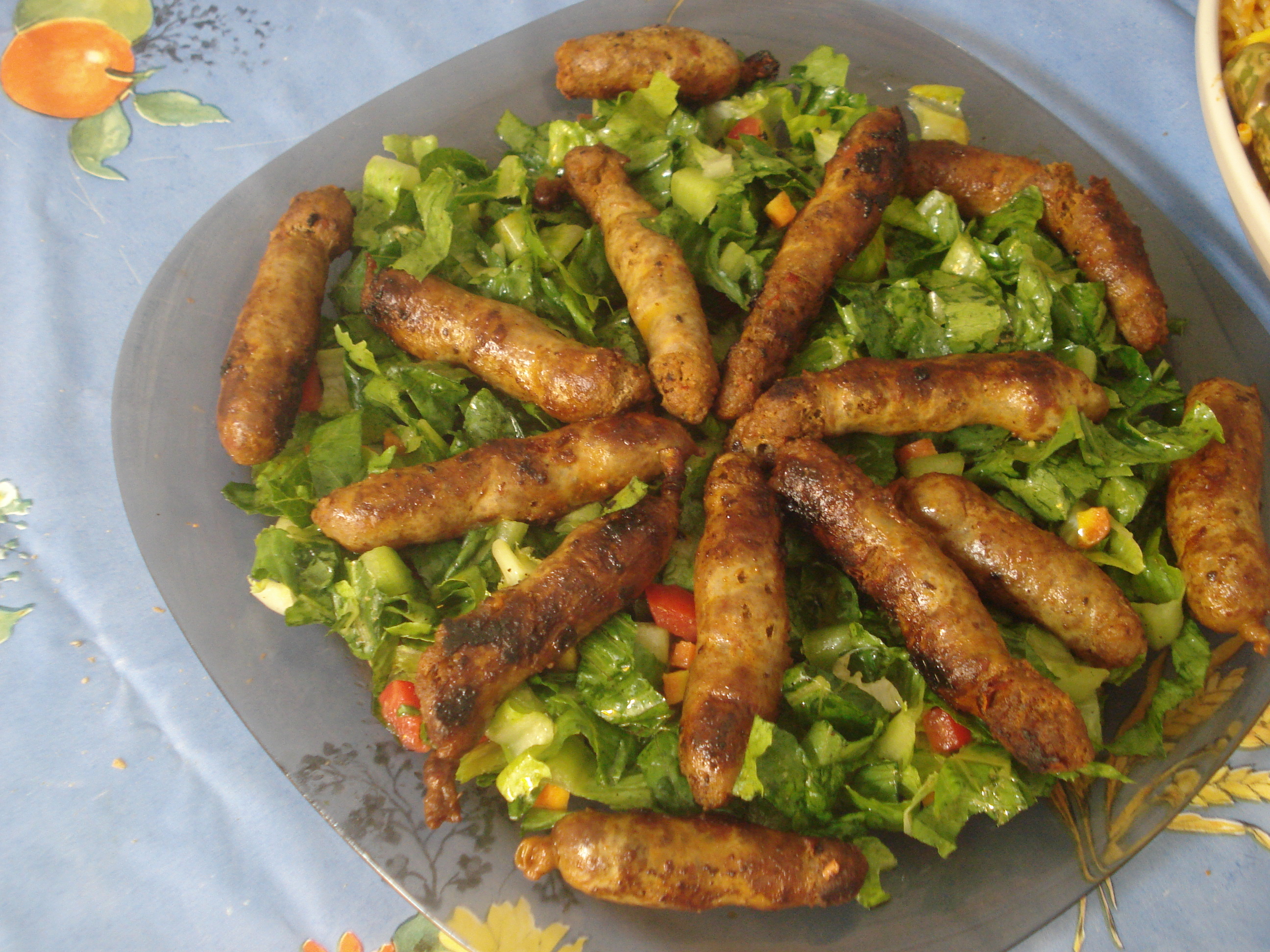
سلطة عليها مرقاز
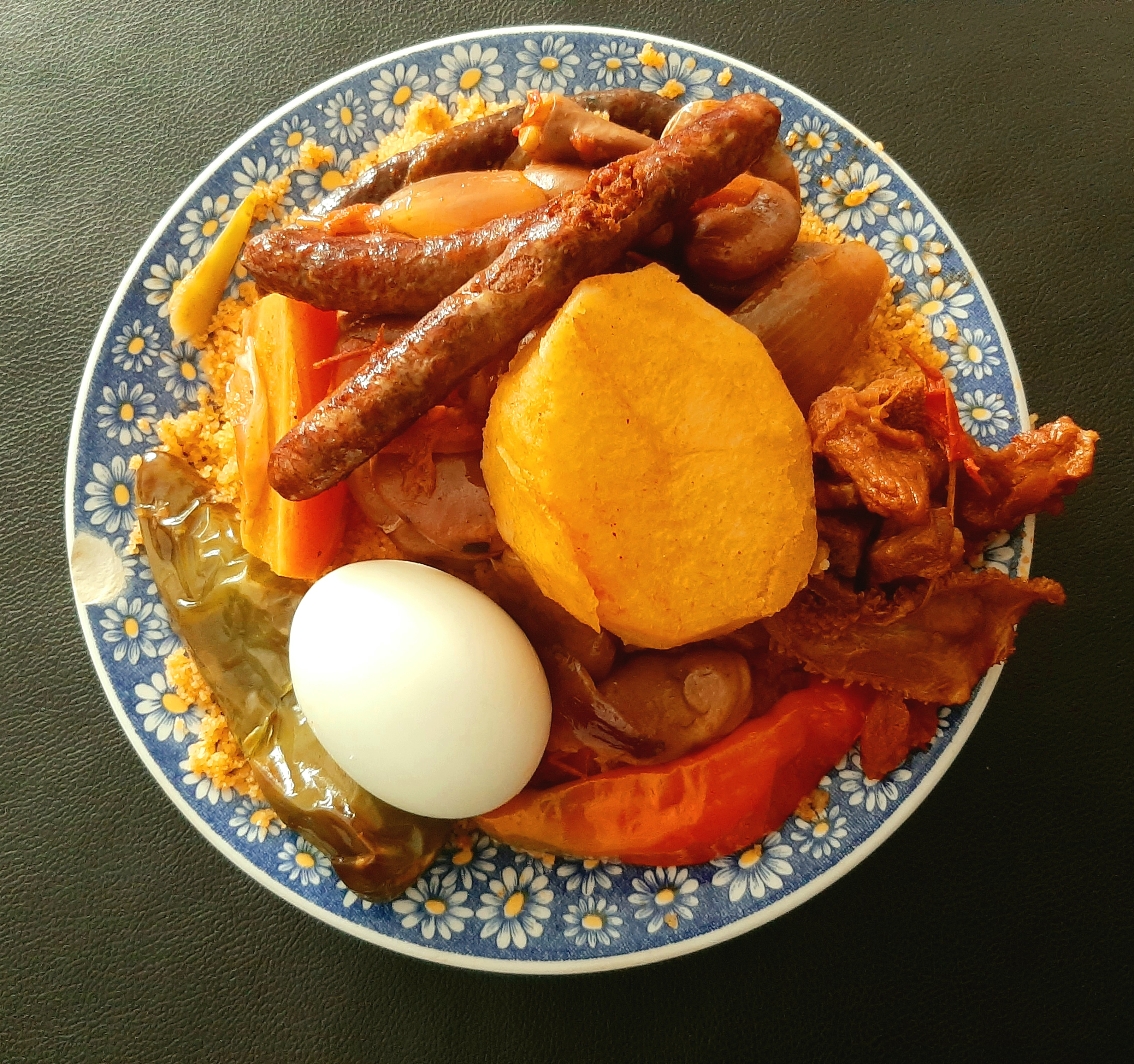
كسكس بالمرقاز والبيض والقديد